# Vanessa myrinna
Vanessa myrinna is een vlinder uit de familie Nymphalidae, de vossen, parelmoervlinders en weerschijnvlinders. De wetenschappelijke naam van de soort werd, als Pyrameis myrinna, in 1849 door Edward Doubleday gepubliceerd.

## Verspreiding en leefgebied
Deze soort komt voor in Zuid-Amerika.